# Tomaszów Mazowiecki (district)
Tomaszów Mazowiecki (powiat tomaszowski) is een Pools district (powiat) in de woiwodschap Łódź. De oppervlakte bedraagt 1025,70 km², het inwonertal 77.513 (2014). 
Stadsdistricten:
Łódź · Piotrków Trybunalski · Skierniewice

Districten:
Bełchatów · Brzeziny · Kutno · Łask · Łęczyca · Łowicz · Łódź Oost · Opoczno · Pabianice · Pajęczno · Piotrków · Poddębice · Radomsko · Rawa · Sieradz · Skierniewice · Tomaszów Mazowiecki · Wieluń · Wieruszów · Zduńska Wola · Zgierz